# می‌نامی تاکایاما
می‌نامی تاکایاما (انگلیسی: Minami Takayama; ۵ مهٔ ۱۹۶۴ – ) خواننده، صداپیشه، و آهنگساز اهل ژاپن بود. وی از سال ۱۹۸۷ میلادی تاکنون مشغول فعالیت بوده‌است.
از فیلم‌ها یا برنامه‌های تلویزیونی که وی در آن نقش داشته‌است می‌توان به تکن: د موشن پیکچر، کاراگاه کانن: آفتابگردانهای جهنم، و کارآگاه کونان: گلوله سرخ اشاره کرد.